# Stenopsyche
Stenopsyche is een geslacht van schietmotten uit de familie Stenopsychidae. De wetenschappelijke naam van het geslacht werd voor het eerst geldig gepubliceerd in 1866 door Robert McLachlan.

## Soorten
- Stenopsyche alamkrita
- Stenopsyche angustata Martynov, 1930
- Stenopsyche apiguna
- Stenopsyche appendiculata
- Stenopsyche arodi
- Stenopsyche arvadit
- Stenopsyche banksi
- Stenopsyche benaventi
- Stenopsyche bergeri
- Stenopsyche bilobata
- Stenopsyche brevata
- Stenopsyche chagyaba
- Stenopsyche chekiangana
- Stenopsyche chinensis
- Stenopsyche cinerea
- Stenopsyche complanata
- Stenopsyche conthienga Oláh et Malicky, 2010
- Stenopsyche coomani
- Stenopsyche coreana
- Stenopsyche dakpri
- Stenopsyche dentata
- Stenopsyche denticulata
- Stenopsyche dentigera
- Stenopsyche dirghajihvi
- Stenopsyche drakon
- Stenopsyche dubia
- Stenopsyche dvyankopayukia
- Stenopsyche egyenes Oláh, 2013
- Stenopsyche fissa
- Stenopsyche formosana
- Stenopsyche fukienica
- Stenopsyche furcatula
- Stenopsyche ghaikamaidanwalla
- Stenopsyche grahami
- Stenopsyche griseipennis
- Stenopsyche haimavatika
- Stenopsyche hamata
- Stenopsyche himalayana Martynov, 1926
- Stenopsyche huangi
- Stenopsyche imitata
- Stenopsyche ivalak Oláh, 2013
- Stenopsyche kharbinica
- Stenopsyche khasia
- Stenopsyche kodaikanalensis Swegman & Coffman, 1980
- Stenopsyche laminata
- Stenopsyche lanceolata
- Stenopsyche lobulata
- Stenopsyche longispina
- Stenopsyche lotus
- Stenopsyche marmorata
- Stenopsyche martynovi
- Stenopsyche maxima
- Stenopsyche midian
- Stenopsyche moselyi
- Stenopsyche navasi
- Stenopsyche ochripennis
- Stenopsyche omeiensis
- Stenopsyche pallens
- Stenopsyche pallidipennis
- Stenopsyche pjasetzkyi
- Stenopsyche pubescens
- Stenopsyche rotundata
- Stenopsyche sauteri
- Stenopsyche schmidi
- Stenopsyche siamensis
- Stenopsyche similis
- Stenopsyche simplex
- Stenopsyche sinanoensis
- Stenopsyche splendida
- Stenopsyche stoetzneri
- Stenopsyche taiwanensis
- Stenopsyche tapaishana
- Stenopsyche tibetana
- Stenopsyche tienmushanensis
- Stenopsyche triangularis
- Stenopsyche trilobata
- Stenopsyche ulmeri Navas, 1932
- Stenopsyche ulmeriana
- Stenopsyche uncinata Navas, 1930
- Stenopsyche uncinatella
- Stenopsyche uniformis
- Stenopsyche variabilis
- Stenopsyche vicina